# Kanam (India)
Kanam è una suddivisione dell'India, classificata come town panchayat, di 3.400 abitanti, situata nel distretto di Thoothukudi, nello stato federato del Tamil Nadu. In base al numero di abitanti la città rientra nella classe VI (meno di 5.000 persone).

## Geografia fisica
La città è situata a 08° 32' 49 N e 78° 04' 35 E.

## Società

### Evoluzione demografica
Al censimento del 2001 la popolazione di Kanam assommava a 3.400 persone, delle quali 1.590 maschi e 1.810 femmine. I bambini di età inferiore o uguale ai sei anni assommavano a 385, dei quali 210 maschi e 175 femmine. Infine, coloro che erano in grado di saper almeno leggere e scrivere erano 2.624, dei quali 1.274 maschi e 1.350 femmine.